# WWE One Night Stand
One Night Stand var et pay-per-view-show inden for wrestling produceret af World Wrestling Entertainment. Det var ét af organisationens månedlige shows og blev afholdt i juni fra 2005 til 2008. I 2005 og 2006 optrådte wrestlere fra den forhenværende wrestlingorganisation Extreme Championship Wrestling, og begivenheden blev promoveret under navnet ECW One Night Stand. 
Showet i 2005 var et hyldestshow til ære for den originale organisation, og de fleste af kampene bestod af wrestlere fra Extreme Championship Wrestling – også selvom nogen af dem ikke var på kontrakt med World Wrestling Entertainment. Showet i 2006 var dog starten på WWE's nye ECW-brand og kun wrestlere fra ECW-brandet optråde på One Night Stand-showet. Siden 2007 har alle WWE's pay-per-view-shows været "tri-branded", hvilket betyder, at wrestlere fra alle tre brands (RAW, SmackDown og ECW) deltager i organisationens shows. Begivenheden var kendt for at være det eneste pay-per-view-show, hvor alle kampene var under "Extreme Rules" (ekstreme regler), og showet blev i 2009 erstattet af WWE's Extreme Rules – et pay-per-view-show med et mere familievenligt navn. 
| Sport | Spire Denne artikel om sport er en spire som bør udbygges. Du er velkommen til at hjælpe Wikipedia ved at udvide den. |